# 사세충렬문
사세충렬문(四世忠烈門)은 대한민국 경기도 안산시 단원구 와동에 있는, 임진왜란 당시 순국한 김여물(1548∼1592)과, 병자호란 때 청군에게 패하고 죽음으로써 열녀정신을 지킨 이 집안 여인들을 기리기 위해 나라에서 지은 정문이다. 1983년 9월 19일 경기도의 문화재자료 제8호로 지정되었다.

## 개요
정문은 국가에서 풍속을 권장하기 위해 충신·효자·열녀가 사는 마을 입구나 집 문 앞에 세우는 붉은 문을 일컫는다.
사세충렬문은 임진왜란 당시 순국한 김여물(1548∼1592)과, 병자호란 때 청군에게 패하고 죽음으로써 열녀정신을 지킨 이 집안 여인들을 기리기 위해 나라에서 지은 정문이다. 지금 있는 건물은 1971년 고쳐 지은 것이고 그 후 1983년 보수공사를 했다.
김여물은 임진왜란이 일어나자 신립과 함께 충주에서 배수진을 치고 왜군과 싸웠으나 당하지 못하여 강에 투신·순국한 인물이다.
열녀는 김여물의 후실인 평산 김씨, 아들 김류의 처인 진주 유씨, 손자 김경징의 처 고령 박씨, 증손자 김진표의 처 진주 정씨로 적군으로부터 순결을 지키기 위해 강화도 물에 몸을 던졌다.
건물은 앞면 3칸·옆면 2칸으로 되어 있는데，가운데 칸에는 민가 대문 형식의 문을 달고 ‘사세충렬문’이라고 쓴 현판을 걸었다.
안쪽은 2칸으로 나뉘어 있는데 오른쪽방은 마룻바닥으로 김여물의 충신정문이 있고 왼쪽방에는 4대 열녀의 정문을 세웠다.

## 현지 안내문

### 한글 설명
사세충렬문
四世忠烈門
경기도 문화재자료 제8호
경기도 안산시 단원구 와동 151
정문(旌門)이란 충신·효자·열녀 등을 표창하고자 마을 입구나 집 문 앞에 세우던 붉은 문을 말한다. 사세충렬문은 임진왜란 당시에 충주 탄금대 전투에서 신립 장군과 함께 왜적을 막아내다 전사한 김여물(金汝岉, 1548~1592)의 애국 충정과, 병자호란 때 죽음으로 절개를 지킨 김여물의 후실인 평산 신씨(平山 申氏), 김여물의 아들 김류의 처 진주 류씨(晉州 柳氏), 김여물의 손자 김경징의 처 고령 박씨(高靈 朴氏), 김여물의 증손자 김진표의 처 진주 정씨(晋州 鄭氏)의 절개를 기리기 위하여 조정에서 내려 준 정문이다. 
현재 건물 안은 2칸으로 나뉘어 있는데, 오른쪽 칸에는 김여물의 충신 정문이 있고, 왼쪽 칸에 4대 열녀의 정문이 있다. 현재 건물은 1979년에 고쳐 지은 것이며, 1983년 경기도 문화재 자료로 지정되면서 다시 건물을 보수하였다.

### 영문 설명
Pavilion for Commemorative Plaques for Kim Yeo-mul’s Family
Gyeonggi-do Cultural Heritage Material No. 8

This pavilion was constructed to house commemorative plaques for Kim Yeo-mul (1548-1592), a civil official of the Joseon period, and four virtuous ladies of his family.
When the Japanese invaded Joseon in 1592, Kim Yeo-mul fought against the invaders in the Chungju area and was killed in action. A commemorative plaque was bestowed by the government in honor of his loyal devotion, and it is now housed in the right section of this pavilion. His tomb and stele are located behind the pavilion.
The four commemorative plaques in the left section of the pavilion are for Kim Yeo-mul’s wife Lady Sin, daughter-in-law Lady Ryu, granddaughter-in-law Lady Park, and great-granddaughter-in-law Lady Jeong. During the Manchu Invasions of 1636-1637, they took refuge in Ganghwado Island and committed suicide to preserve their chastity.
These commemorative plaques were intended to be hung on gates, but are currently stored in this pavilion for preservation. The pavilion was reconstructed in 1979. The wooden plaque hung on this building reads "Sasechungnyeolmun (四世忠烈門)," meaning "commemorative gates of four generations."

## 참고 문헌
- 사세충렬문 - 국가유산청 국가유산포털